# Сё Нэй
Сё Нэй (яп. 尚寧 Сё Нэй, 1564 - 14 октября 1620) — 8-й ван государства Рюкю второй династии Сё (1589—1620).

## Биография
Сё Нэй был сыном принца Сё И (ум. 1584), праправнук короля Рюкю Сё Сина (尚真, правил в 1477—1526) и зять короля Рюкю Сё Эя (尚永, правил в 1573—1588).
В 1589 году после смерти своего тестя Сё Эя, не имевшего сыновей, Сё Нэй унаследовал королевский престол в островном королевстве Рюкю.
Военные правители Японии стремились подчинить своей власти острова Рюкю, разбогатевшие на торговле с Китаем и другими странами Юго-Восточной Азии. В 1588 году японский правитель Тоётоми Хидэёси, готовившийся к войне против Кореи и Китая, потребовал от короля Рюкю и даймё клана Симадзу на острове Кюсю оплатить часть будущих военных расходов в готовящейся военной кампании в Корее. Королевство Рюкю должно было предоставить провизию в виде риса для войск, на семь тысяч солдат, в течение десяти месяцев. Новый король Рюкю Сё Нэй отправил дипломатическую миссию в Пекин, где сообщил китайскому правительству, что фактический правитель Японии Тоётоми Хидэёси собрал около 10 тысяч кораблей с войском и провизией для вторжения в Корею в начале зимы 1592 года. Опасаясь японского военного вторжения на острова, король Рюкю принял решение выплатить половину военных расходов, затребованных Тоётоми Хидэёси.
Вторжение японских войск в Корею завершилось полным поражением. В 1598 году после смерти Тоётоми Хидэёси в Японии началась междоусобная борьба за верховную власть. В 1600 году победу одержал Токугава Иэясу, который стал первым сёгуном Японии из династии Токугава. Токугава Иэясу попросил короля Рюкю выступить посредником в переговорах с Минской империей для восстановления отношений с Китаем, которые ухудшились после войны в Корее. Но королю Рюкю не ответил на требование сёгуната Токугава. Даймё Симадзу было поручено вести переговоры с королевством Рюкю. Княжество Сацума на острове Кюсю, руководимое даймё из рода Симадзу, стремилось подчинить своей власти островное королевство Рюкю и получить контроль над торговлей рюкюсцев с Китаем.
В марте 1609 года даймё Сацума-хана Симадзу Иэхиса, получив одобрение со стороны сёгуната Токугава, предпринял военное вторжение в островное королевство Рюкю. Трехтысячное войско клана Симадзу, вооруженное огнестрельным оружием, на 100 кораблях высадилось на Окинаве. Армия короля Рюкю, которая длительное время не имела опыта военных действий, без сопротивления сдала замок Сюри, столицу королевства. В мае король Рюкю Сё Нэй вместе со своими министрами был взят в плен и вывезен в Японию. В августе 1610 года Сё Нэй в Сунпу был представлен бывшему сёгуну Токугава Иэясу, затем 28 августа в Эдо был удостоен аудиенции у второго сёгуна Токугава Хидэтада, который разрешил ему оставаться у власти на островах Рюкю. 24 декабря Сё Нэй был привезен в Кагосиму, столицу князей Симадзу, где объявил о своей капитуляции и вынужден был принести вассальную присягу на верность даймё Сацума-хана.
В октябре 1611 года король Рюкю Сё Нэй, проведя два года в Японии, получил разрешение вернуться на остров Окинаву. Острова Рюкю обложили ежегодной данью в размере 89 086 коку риса. В 1611 году Сё Нэй и высшие королевские чиновники вынуждены были подписать письменную клятву на верность даймё Симадзу. Сацума-хан аннексировал острова Амами и Осима.
В 1620 году король Сё Нэй скончался, не оставив наследников. Он был похоронен не в королевском мавзолее в замке Сюри, а в замке Урасоэ. Ему наследовал его родственник Сё Хо (1590—1640), 9-й король Рюкю (1621—1640). Сё Хо был четвертым сыном принца Сё Кю (1560—1620), третьего сына Сё Гэна (1528—1572), короля Рюкю в 1556—1572 годах.